# Abschlussvermerk
Der Abschlussvermerk ist ein Eintrag in den Ermittlungsakten in Strafsachen, mit dem die Staatsanwaltschaft das Ende der Ermittlungen dokumentiert (§ 169a StPO). Der Abschlussvermerk ist Teil der Abschlussverfügungen.
Spätestens mit Abschluss der Ermittlungen entscheidet die Staatsanwaltschaft, ob sie öffentliche Klage erheben will oder das Verfahren einstellt.
Nach Anbringung des Abschlussvermerks ist dem Verteidiger uneingeschränkte Einsicht in die Akten zu gewähren (§ 147 Abs. 2 StPO). Ausgenommen sind hiervon die Handakten, die lediglich behördeninternen Zwecken dienen und zum Beispiel Informationen über eingestellte Verfahren enthalten können.